# Brownsville (Teksas)

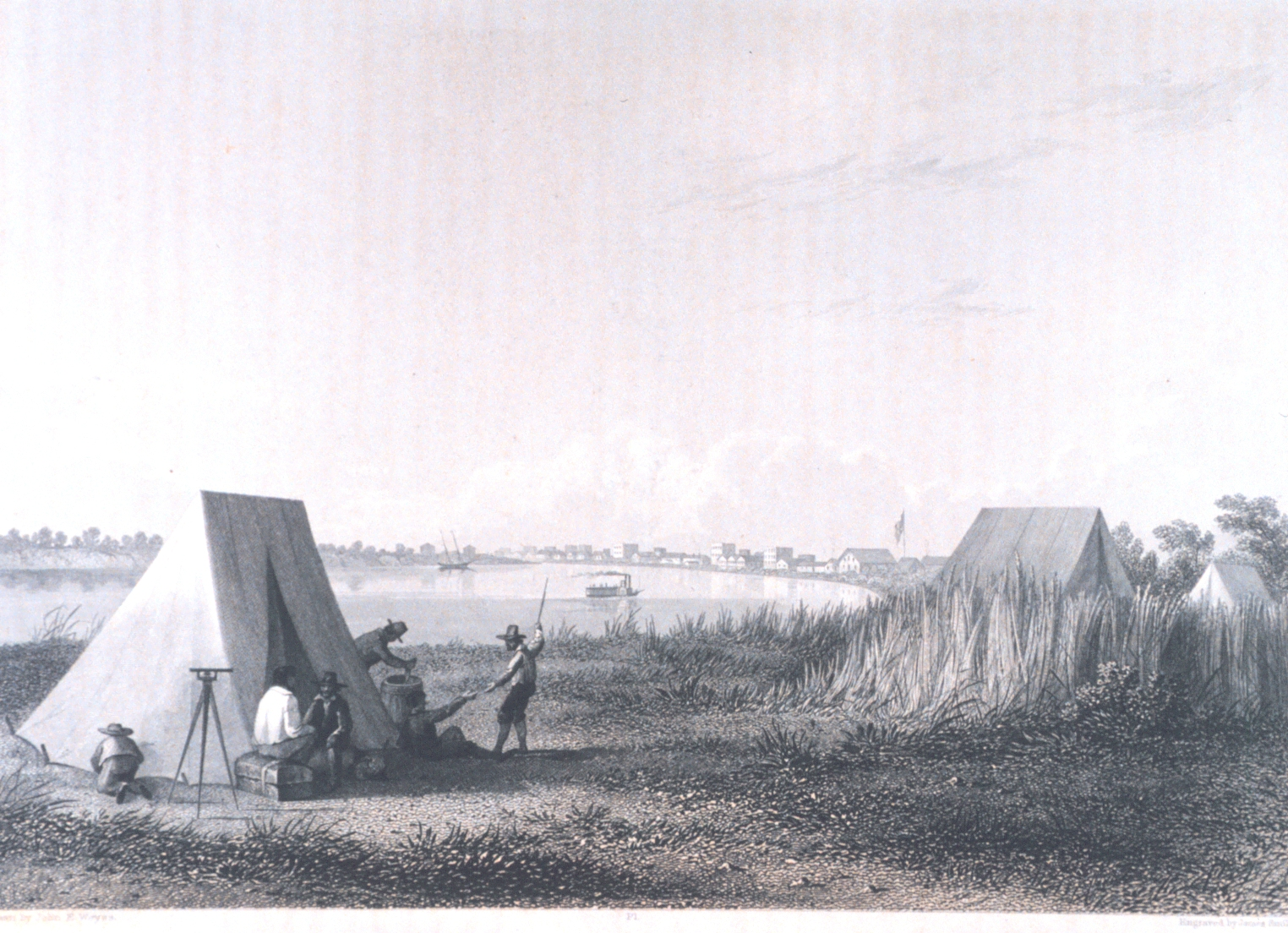
Brownsville w latach 50. XIX wieku

Brownsville – miasto w Stanach Zjednoczonych, w stanie Teksas, port nad rzeką Rio Grande, w pobliżu jej ujścia do Zatoki Meksykańskiej, naprzeciw meksykańskiego miasta Matamoros, z którym tworzy obszar metropolitalny liczący ponad 1 milion mieszkańców. Miasto słynie z całorocznego klimatu subtropikalnego, głębokowodnego portu morskiego i kultury latynoskiej.
W Brownsville urodził się reżyser Bernard L. Kowalski. 

## Gospodarka
Ośrodek handlu regionalnego oraz turystyczno-wypoczynkowy. Przemysł spożywczy, maszynowy, lotniczy oraz elektroniczny. W mieście znajduje się Międzynarodowy Port Lotniczy.

## Miasta partnerskie
- Meksyk: Matamoros, Valle Hermoso